# Unterland (Liechtenstein)
Unterland (dosł. Dolny Kraj) – jeden z dwóch regionów (Region) Liechtensteinu zajmujący północną część państwa. Siedziba administracyjna regionu znajduje się w gminie Schellenberg. Region nie ma znaczenia administracyjnego jednak podział na regiony jest zawarty w Konstytucji i jest silnie zakorzeniony w krajowej tradycji. Dodatkowo region pełni funkcje okręgu wyborczego (Wahlkreis) i posiada dziesięciu reprezentantów w Landtagu. Granice Oberlandu odpowiadają historycznym granicom hrabstwa Schellenberga.

## Geografia
Unterland jest mniejszy od Oberlandu – zajmuje powierzchnię 35 km² (22% terytorium Liechtensteinu) i zamieszkuje go 14 401 mieszkańców (36% populacji kraju). Północna część Księstwa jest zdecydowanie bardziej równinna, a dużą jej część zajmują pola. Ponad stosunkowo płaski krajobraz wybijają się sześciusetmetrowe góry wyspowe takie jak Eschnerberg. Na terenie Unterlandu znajduje się najniższy punkt kraju – Ruggeller Riet (430 m n.p.m.).

## Podział administracyjny
Do Unterlandu należy pięć gmin: Eschen, Gamprin, Mauren, Ruggell oraz Schellenberg.
| Mapa | Jednostka | Jednostka | Jednostka    | Populacja | Powierzchnia | Zarządca                  |
| ---- | --------- | --------- | ------------ | --------- | ------------ | ------------------------- |
|      | Unterland | Unterland | Unterland    | 14 401    | 35 km²       | nie dotyczy               |
|      |           |           | Schellenberg | 1 113     | 3,56 km²     | Norman Wohlwend (FBP)     |
|      |           |           | Eschen       | 4 573     | 10,38 km²    | Tino Quaderer (FBP)       |
|      |           |           | Gamprin      | 1 728     | 6,19 km²     | Johannes Hasler (FBP)     |
|      |           |           | Mauren       | 4 513     | 7,49 km²     | Freddy Kaiser (FBP)       |
|      |           |           | Ruggell      | 2 474     | 7,38 km²     | Maria Kaiser-Eberle (FBP) |